# Surreal (Album)
Surreal ist das 2007 erschienene Debütalbum der britischen Band Man Raze.

## Entstehung
Der britische Musiker Phil Collen, Gitarrist von Def Leppard, der seit langer Zeit in den USA lebt, kehrte 2004 nach Großbritannien zurück, um seinen sterbenden Vater zu pflegen. Während der Zeit in seinem Heimatland traf er sich auch mit dem Bassisten Simon Laffy, mit dem er Anfang der 1980er Jahre in der Band Girl gespielt hatte. Beide verbindet eine jahrzehntelange Freundschaft. Collen spielte Laffey einige Songs vor, die er nicht für Def Leppard geschrieben hatte, und beide kamen zu dem Schluss, dass sie eine Band gründen sollten, um das Material zu spielen und aufzunehmen.
Sie gewannen den Sex-Pistols-Mitgründer und -schlagzeuger Paul Cook dazu und arbeiteten mit ihm die Songs aus. Eine erste Veröffentlichung konnten sie 2005 mit der EP Skin Crawl vorweisen. 2007 veröffentlichten sie dann ihr vollständiges Album, das hauptsächlich in Joe’s Garage, dem Studio des Def-Leppard-Sängers Joe Elliott, in Dublin aufgenommen worden war. Als Single erschien der Titel Turn It Up.

## Titelliste
alle Songs von Collen & Laffy
1. 2:34 – This Is
2. 2:12 – Turn It Up
3. 4:06 – Runnin’ Me Up
4. 4:00 – Every Second of Every Day
5. 3:22 – Spinning Out Man Raze
6. 3:11 – Can’t Find My Own Way
7. 3:53 – Skin Crawl
8. 3:49 – Low
9. 2:41 – Connected to You
10. 2:57 – Halo
11. 2:41 – It’s Entertainment
12. 4:18 – Shadow Man